# 忍之一時
《忍之一時》是於2022年10月4日至12月20日播出的日本原創電視動畫，由TROYCA製作。

## 角色列表
櫻羽一時（聲：逢坂良太）
高中一年級少年，伊賀忍者首領的兒子。
加賀時貞（聲：小西克幸）
伊賀忍者，平時是漫不經心的伊賀高速公路服務區店員，私底下實力堅強，有「修羅時貞」的封號。
紅雪（聲：白石晴香）
伊賀忍者，櫻羽一時的青梅竹馬，常在暗處守護一時的安全。
櫻羽弓香（聲：井上喜久子）
櫻羽一時的母親，平時是伊賀高速公路服務區店長，實際為伊賀第18代首領。
黄瀬川輝麗（聲：悠木碧）
櫻羽一時在忍術學園的朋友，善於掌握現場氣氛。
鈴之音涼子（聲：關根瞳）
櫻羽一時在忍術學園的朋友，雜賀眾忍者，喜愛忍具。
伴朱雀（聲：坂泰斗）
櫻羽一時在同一個忍術學園的甲賀忍者，仇視伊賀忍者。
高嶺火村（聲：八代拓）
高嶺焰毘的兒子，與櫻羽一時、伴朱雀 在同一個忍術學園的甲賀忍者，性格好戰。
森山光藏（聲：田中完）
伊賀高速公路服務區工作的伊賀忍者，深受伊賀忍者眾的信賴。
柘植礼羽（聲：進藤尚美）
與光藏一樣是在伊賀高速公路服務區工作的伊賀忍者，勸說一時進入忍術學園就讀。
伴鳳扇（聲：寺杣昌紀）
伴朱雀的父親，甲賀忍者幹部，竭盡心力考量甲賀忍者眾的未來。
高嶺焰毘（聲：間宮康弘）
高嶺火村的父親，甲賀忍者幹部，與伴鳳扇意見相左時會起衝突。
椿里美（聲：富田美憂）
櫻羽一時的中學學妹，向一時告白，希望兩個人能交往。
美濃部鬼道（聲：津田健次郎）
甲賀忍者的代理首領，抱持靠力量統一的思想。
上月汐音（聲：高田憂希）
國家安全忍術案件對策部，通稱「安忍」的新人刑警。
五所川原隼人（聲：前野智昭）
安忍第一部隊隊長，深受部屬信賴。
唐獅子玄二（聲：松風雅也）
安忍第二部隊隊長，調查單獨事件並得手情報的刑警。
兒雷坊十全（聲：麥人）
黑點忍術學園的學園長。
三橋小南（聲：森奈奈子）
黑點忍術學園的教師。
鈴之音巖鐵（聲：伊丸岡篤）

二之曲忌助（聲：堀内賢雄）

太宰藏人（聲：乃村健次）

望月八千代（聲：仲村香織）

仁科·阿瑪迪斯·義仲（聲：前田弘喜）

猿夜（聲：野川雅史）

ＩＢＯＲＯ（聲：興津和幸）

佐村河内曼陀羅（聲：貫井柚佳、大地葉）

弁慶無双（聲：相馬康一）

香取左門（聲：大地葉）

## 電視動畫

### 主題曲
片頭曲光
主唱：（Humbreaders），作詞：，作曲、編曲：
片尾曲記憶猶新
主唱：黑子首，作詞、作曲：，編曲：黑子首、伊藤翼、江渡大悟

### 各話列表
| 話數        | 日文標題 | 中文標題         | 劇本     | 分鏡         | 演出             | 作畫監督                                                                                       | 總作畫監督                                                   | 首播日期       |
| ----------- | -------- | ---------------- | -------- | ------------ | ---------------- | ---------------------------------------------------------------------------------------------- | ------------------------------------------------------------ | -------------- |
| 01 第壹話   |          | 晴天霹靂         | 高野水登 | 渡部周       | 渡部周           | 鈴木勇                                                                                         | 不適用                                                       | 2022年 10月4日 |
| 02 第貳話   |          | 沒有慈悲的選擇   | 高野水登 | 渡部周       | 羽迫凱           | 池田浩章、加藤里香、池田直寿 西田光洋、花村千尋                                                | 鈴木勇                                                       | 10月11日       |
| 03 第参話   |          | 奇妙緣分         | 高野水登 | 高橋順       | 高橋順           | 池田浩章、加藤里香、合田浩章 西田光洋、村山未菜美、諸石美雪 In.T.Su、Kang.D.H、Won.E.S、Jo.W.H | 鈴木勇、合田浩章、Kang.D.H                                   | 10月18日       |
| 04 第肆話   |          | 製造者和使用者   | 高野水登 | 吉田英俊     | 木村佳嗣         | 鈴木政彦、和田伸一、宮田奈保美                                                                 | 鈴木勇                                                       | 10月25日       |
| 05 第伍話   |          | 苦痛循環         | 高野水登 | 吉田英俊     | 林宏樹           | 奥田淳                                                                                         | 不適用                                                       | 11月1日        |
| 06 第陸話   |          | 陰影與溫暖       | 高野水登 | 五反孝幸     | 佐佐木真哉       | 金弼康、酒井KEI、服部憲知 韓承熙、朴馬江、薛智秀 Lee Hyeonjeong、李熙周                        | 鈴木勇                                                       | 11月8日        |
| 07 第柒話   |          | 正義何在         | 高野水登 | 高橋順       |                  | 池田浩章、古徳真美、藤崎真吾                                                                   | 鈴木勇                                                       | 11月15日       |
| 08 第捌話   |          | 黃昏伴隨風暴到來 | 高野水登 | 吉田英俊     | 高橋順、馬川奈央 | Kim Jungwoo、Park Songwha、Park Yunok Lee Byungsuk、Cho Enkyung                                | 鈴木勇、Kim San、Park Yunok                                  | 11月22日       |
| 09 第玖話   |          | 黎明照亮的人     | 高野水登 | 日下部智津子 | 中野友貴         | 佐伯直實、森下愛美                                                                             | 日下部智津子                                                 | 11月29日       |
| 10 第拾話   |          | 被奪走一切的眾人 | 高野水登 | 吉田英俊     | 三宅寬治         | 首藤武夫、、福永智子 Calvin Zhong、Frank Lee、Sem1automatick                                   | 首藤武夫、、福永智子 Calvin Zhong、Frank Lee、Sem1automatick | 12月6日        |
| 11 第拾壹話 |          | 絕不回頭         | 高野水登 | 青木英       | 羽迫凱           | 池田浩章、加藤里香、黑田直壽 小西紗希、丸岡功治、森下智惠、諸石美雪                            | 奧田淳                                                       | 12月13日       |
| 12 第拾貳話 |          | 忍之一時         | 高野水登 | 渡部周       | 渡部周、馬川奈央 | 鈴木勇                                                                                         | 不適用                                                       | 12月20日       |

### 播放平台
| 播映地區         | 播映平台 | 播映日期      | 播映時間              | 備註  |
| ---------------- | -------- | ------------- | --------------------- | ----- |
| 香港、澳門、台灣 | bilibili | 2022年10月4日 | 星期二 20:00（UTC+8） | [ 7 ] |
| 中國大陸         | 哔哩哔哩 | 2022年10月4日 | 星期二 20:00（UTC+8） | [ 8 ] |

## 外部連結
- 官方網站（日語）
- 忍之一時的X（前Twitter）（日語）